# Liste von Schellackplattenlabels in den Vereinigten Staaten
Nachfolgende Auflistung von Schellackplattenlabels in den Vereinigten Staaten beinhaltet jene Unternehmen der Sprechmaschinenindustrie, die Tonaufnahmen auf Schellackplatten zur Wiedergabe auf Grammophonen, anfänglich zum Teil von ihnen in Ergänzung selbst produziert, in den Vereinigten Staaten veröffentlichten.
Siehe auch:
- Liste von Grammophonherstellern in den Vereinigten Staaten

## Schellackplattenlabels
| Grammophonhersteller        | Gründung | Auflösung | Kurzbeschreibung des Herstellers |
| --------------------------- | -------- | --------- | --- |
| Operaphone                  | 1914     | 1921      | Operaphone auch Operaphone Records mit Sitz in New York, Marke der Operaphone Manufacturing Corporation, später der Operaphone Co. Inc. Zur Registrierung als Trade Mark 1919 angemeldet.                                    |
| Majestic Record Corporation | 1916     | 1917      | Majestic auch Majestic Records, Marke der Majestic Record Corporation und assoziiert mit der Majestic Phonograph Co., Inc., beide New York, unternehmerisch jedoch nicht verbunden mit der Majestic Phonograph Co., Chicago. |